# Distretto di Kırşehir
Il distretto di Kırşehir (in turco Kırşehir ilçesi) è uno dei distretti della provincia di Kırşehir, in Turchia.